# Pedro Corominas
Pedro Corominas y Montaña (Barcelona, 6 de mayo de 1870-Buenos Aires, 1 de diciembre de 1939) fue un escritor, político y economista español. Marido de la pedagoga Celestina Vigneaux, fue padre del filólogo Joan Coromines, la psicoanalista Júlia Coromines y el matemático Ernest Corominas.

## Biografía
Nacido en Barcelona el 6 de mayo de 1870, realizó estudios de Derecho en la Universidad de Barcelona, licenciándose en 1894. En sus inicios asistió junto algunos amigos al Centre Escolar Catalá que dirigía Valentín Almirall. Miembro del Centro Republicano que dirigía Nicolás Salmerón, con posterioridad llegó afiliarse al Partido Republicano Centralista de Salmerón. En esta etapa también fue redactor del periódico La República, órgano del Centro Republicano. Afiliado posteriormente a la Unión Republicana, sería seguidor de Alejandro Lerroux. Durante su juventud mantuvo contactos con grupos catalanistas, republicanos, modernistas e incluso anarquistas gracias a que formaba parte del equipo de redacción de la revista L'Avenç desde 1895. 
También mantuvo contactos con grupos anarquistas a través del grupo cultural Foc Nou, que fundó con Jaume Brossa, Alexandre Cortada y Ignasi Iglésias Pujadas, principalmente. El hecho de mantener contactos con el anarquismo lo convirtió en sospechoso para las autoridades. Por este motivo, cuando se produjo el atentado de la calle Canvis Nous durante la procesión del Corpus, en junio de 1896, fue detenido y procesado en el proceso de Montjuic, siendo condenado a muerte. Finalmente, la pena cambió a ocho años de prisión, al igual que otros acusados. 
En 1897 fue exiliado a Francia por las autoridades españolas hasta que fue amnistiado por el gobierno de Sagasta en 1901. Poco después se doctoró en derecho y estudió economía en la Universidad de Madrid. Aprovechó la estancia para iniciar una campaña para la revisión de las condenas del proceso de Montjuic, que contó con el apoyo de personalidades como Miguel de Unamuno y Federico Urales. 

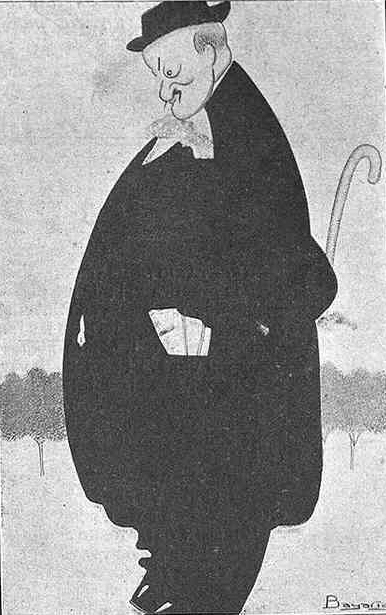
Caricaturizado por Bagaría (1911)

En 1903 volvió a Barcelona para ocupar el cargo de Negociat d'Ingressos i Despeses del Ayuntamiento de Barcelona, y en 1907 redactó con el alcalde Ildefonso Suñol la Memoria y proyecto de contrato con el Banco Hispano Colonial (1907). A la vez, fue miembro fundador del Instituto de Estudios Catalanes el 18 de junio de 1907, en la sección de Historia y Arqueología, y desde el año 1911 de la Sección de Ciencias.
Inspirador de la Unión Federal Nacionalista Republicana (UFNR), llegó a ser presidente del partido y director de El Poble Català. Bajo las siglas de la UFNR fue elegido concejal del Ayuntamiento de Barcelona en las elecciones de 1909 y diputado a cortes en las elecciones generales de 1910 y 1914. En 1914 inspiró el pacto de Sant Gervasi entre la UFNR y el Partido Republicano Radical de Lerroux, pero debido a su fracaso decidió apartarse de la política activa durante muchos años. 
En 1916 se dedicó a ejercer de abogado y a hacer conferencias en Madrid. También fue secretario del Banco de Catalunya. Durante la dictadura de Primo de Rivera se dedicó a la literatura, a colaborar en varias publicaciones (cómo La Humanitat y Revista de Catalunya) y fue nombrado presidente del Ateneo Barcelonés, cargo que ejerció de 1928 a 1930. Con la llegada de la Segunda República Española volvió a la política activa. En las elecciones de 1931 resultó elegido diputado en las Cortes republicanas por la circunscripción de Lérida. Debido a su experiencia jurídica y política y a su prestigio, Francesc Macià lo incorporó en la comisión redactora del Estatuto de Nuria y en 1933 lo nombró Consejero de Justicia y Derecho de la Generalidad de Cataluña. 
En las elecciones de febrero de 1936 fue escogido diputado a Cortes por Esquerra Republicana de Catalunya (dentro del Front d'Esquerres) y durante la Guerra civil española fue nombrado Comisario General de Museos de la Generalidad de Cataluña. Al acabar la guerra se exilió con toda su familia en Buenos Aires, donde, con su salud deteriorada, falleció en la madrugada del 1 de diciembre de 1939.

## Obras
- Les presons imaginàries (1899)[2]
- La vida austera (1908)[2]
- Les hores d'amor serenes (1912)
- El sentimiento de la riqueza en Castilla (1917)[15]
- Les gràcies de l'Empordà (1919)
- Cartes d'un visionari (1921)
- Elogi de la civilització catalana (1921)
- A recés dels tamarius (1925)
- Les dites i facècies de l'estrenu filantrop en Tomàs de Bajalta:
  - trilogía formada por Silèn (1925), Pigmalió (1928) y Prometeu (1934)
- Jardins de Sant Pol (1927)
- La mort de Joan Apòstol (1928)
- Por Castilla adentro (1930)[n. 3]
- Les llàgrimes de sant Llorenç (1929)
- Pina, la italiana del dancing (1933)
- Interpretació del vuit-cents català (1933)
- Del meu comerç amb Joan Maragall (1935)
- El perfecte dandi i altres contes (1940)